# Gobitrichinotus
Gobitrichinotus é um género de peixe da família Kraemeriidae.
Este género contém as seguintes espécies:
- Gobitrichinotus arnoulti